# غلوتامات ثنائية الصوديوم
غلوتامات ثنائية الصوديوم مركب كيميائي له الصيغة المجملة Na2C5H7NO4 ،
وهو ملح الصوديوم لحمض الغلوتاميك.
الصيغة المفصلة له:
```
كربون
أكسجين
ONa
  |
 
Cهيدروجين
2

  |
 CH
2

  |
CH-
نيتروجين
H
2

  |
COONa
```